# 뱀 뱀 비글로우

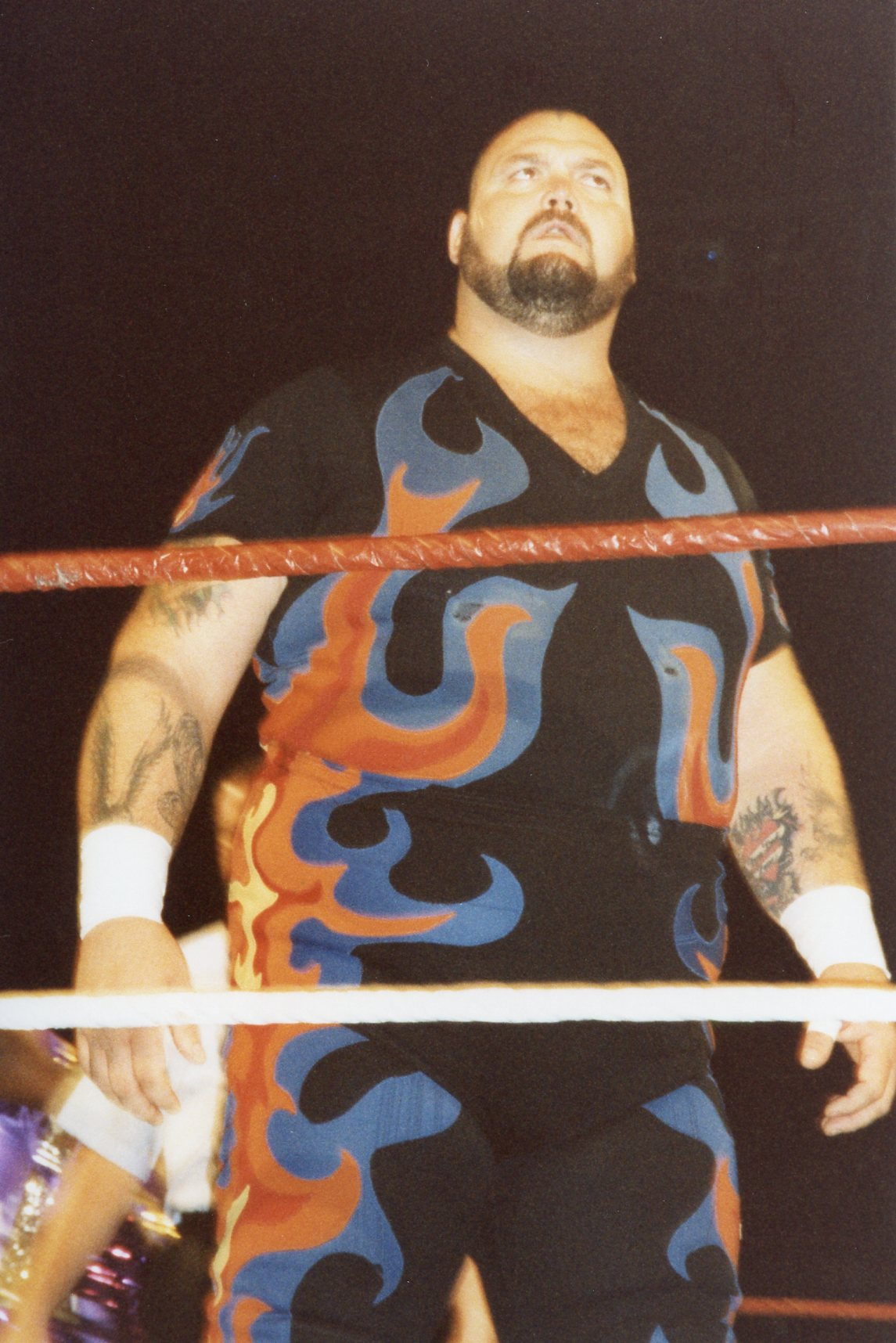

뱀 뱀 비글로우(Bam Bam Bigelow, 본명: 스콧 찰스 비글로우, Scott Charles Bigelow, 1961년 9월 1일 ~ 2007년 1월 19일)는 미국의 전 프로레슬링 선수이다. 400파운드에 가까운 몸집을 자랑하며 눈에 띄는 불꽃 문신이 머리 대부분을 감쌌다.
1961년 9월 1일 미국 뉴저지주 마운트로렐에서 태어났다. 현상금 사냥꾼, 보디가드 등 다양한 직업을 가졌다.
2007년 1월 19일 아침 동부 표준시로 약 10시 플로리다주 허드슨에서 여자친구가 비글로우의 집에서 비글로우가 사망한 것을 발견했다. 당시 사망 나이는 45세였으며 사인은 코카인과 벤조디아제핀 진정제의 독성 수준을 포함, 체내에서 여러 약물에 의한 것이었다. 이 사망은 파스코군-피넬러스군 검사 의사의 한 사고로 규정되었다.

## 연기 경력

### 참여 작품
- 쫄병 길들이기
- 조의 아파트